# بافت تاریخی هرابرجان

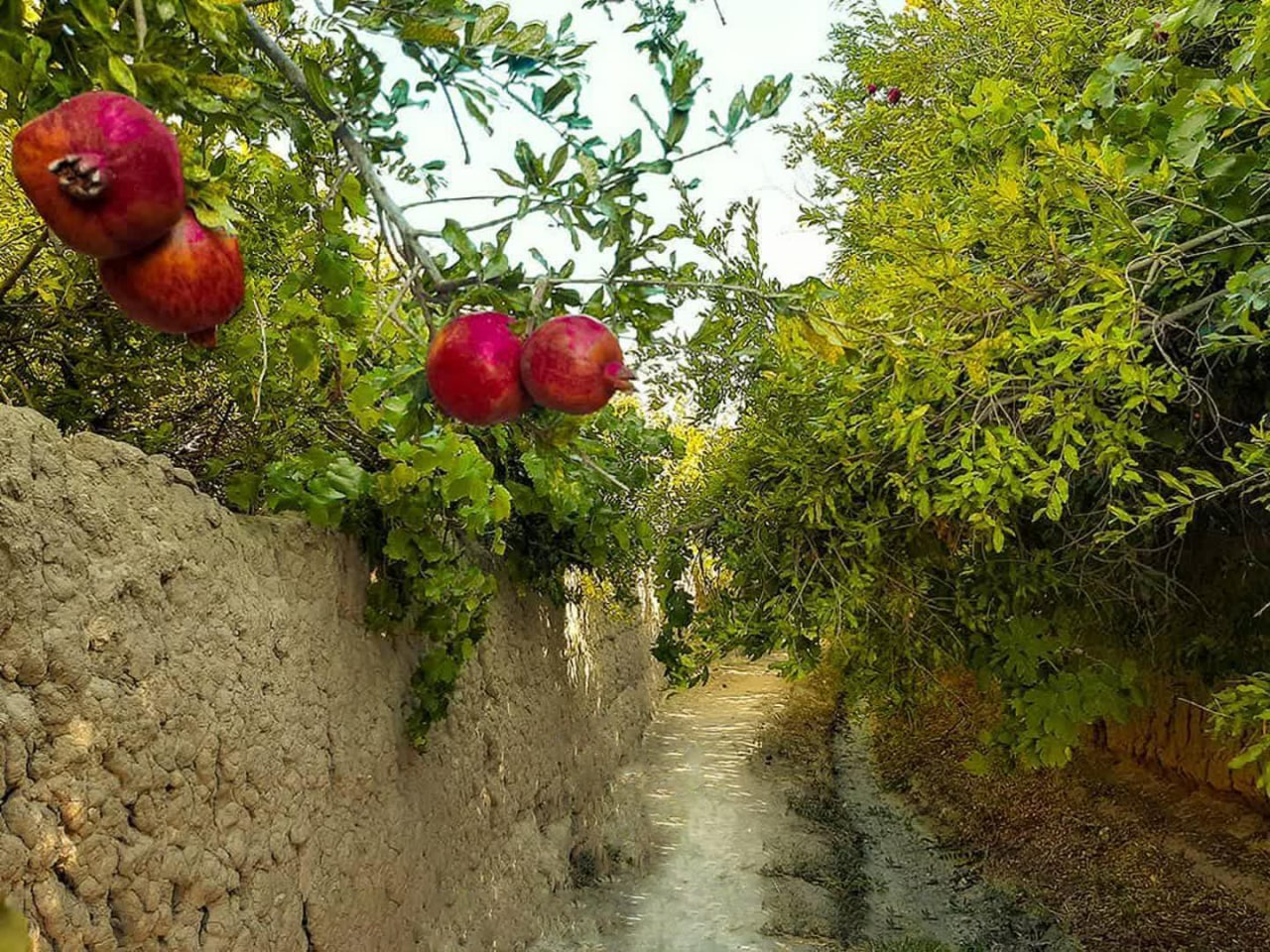
کوچه باغ‌های زیبای هرابرجان

بافت تاریخی روستای هرابرجان یک پهنه سنتی و تاریخی است که در سال ۱۴۰۲ در فهرست آثار فرهنگی ملی ایران با قدمت دوره صفویه به ثبت رسیده‌است.
این بافت از دو بخش مجزا تشکیل شده که یک بخش بسیار کهن و شامل بافتی با معماری دست کن است که قدمت آن به دوره صفویه و حتی ماقبل آن می‌رسد و بخش دیگر خانه‌های جدیدی است که قدمت آن حداقل متعلق به دوره قاجاریه دانسته می‌شود.
این بافت تاریخی همچنین دارای ویژگی‌های معماری منحصر به فردی است که می‌تواند زمینه لازم را برای تحقیقات و پژوهش‌های علمی فراهم کند.

## بافت صفوی
قسمت بافت تاریخی هرابرجان که با قدمت صفویه به ثبت رسیده در جنوب و جنوب شرقی قنات امیر هرابرجان قرار دارد. معماری عمده این بافت اصولاً معماری دست کن و در برخی موارد نیز معماری خشتن و گل است. خانه‌های این بافت که با معماری خشت و گل ساخته شده‌اند عموماً دارای یک بالاخانه و رو به صحرای هرابرجان هستند. در این بافت حسینیه قدیم هرابرجان و چند آثار و بنای دیگر نیز وجود دارند.
مجموعه کهن و آیینی گم تلا نیز در جنوب شرقی جغرافیایی بافت تاریخی هرابرجان قرار دارد. اگرچه قدمت این بافت تا زمان صوفی تخمین زده شده‌است اما اسناد موجود و همچنین شواهد و بقایای تمدنی منطقه نشان می‌دهند قدمت این منطقه تا دوره آق قویونولوها اثبات شده‌است. در قرن ۱۵ میلادی جوزافا باربارو یا گیوسافات باربارو گردشگر ونیزی از هرابرجان با عنوان وارگان و وارگاری نام برده‌است. 

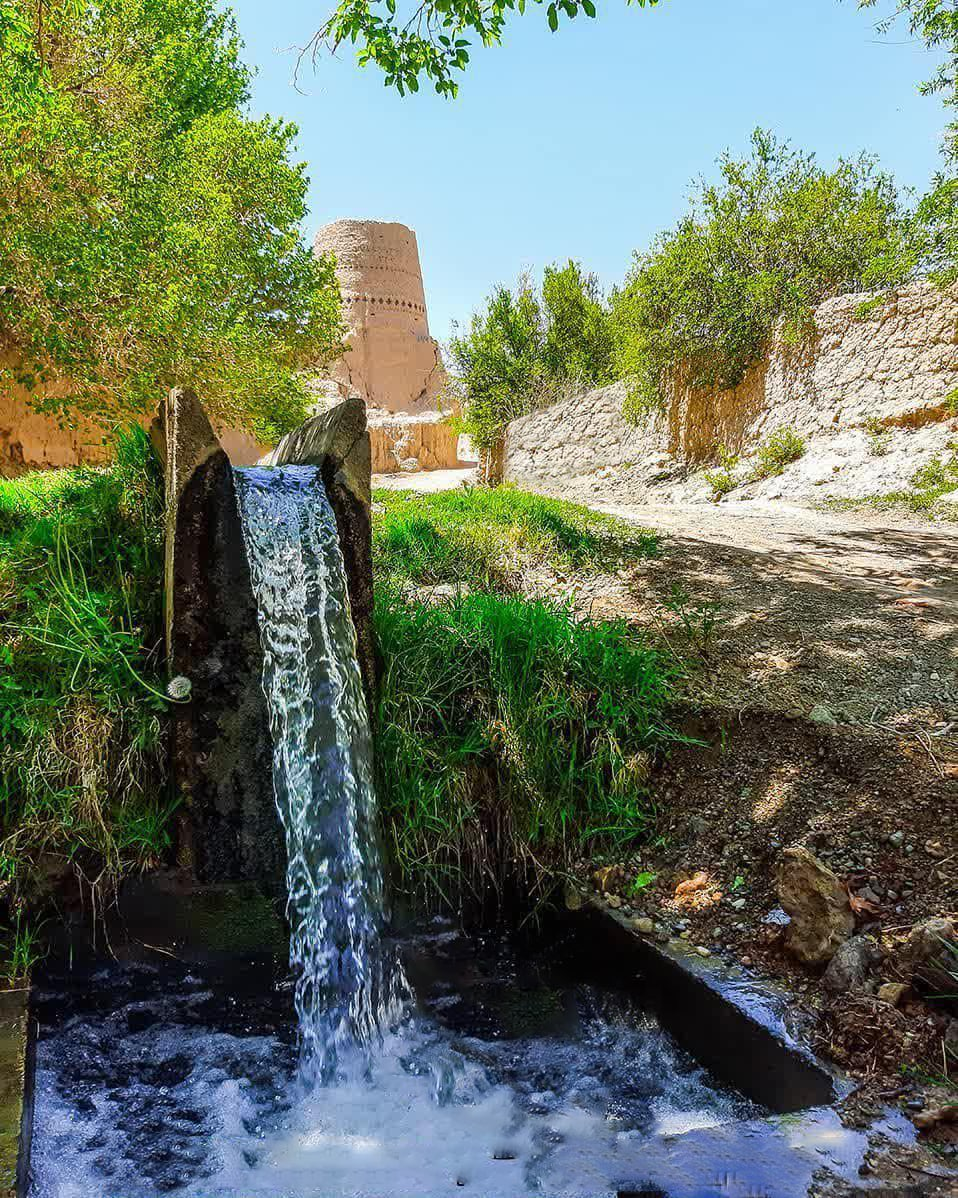
برج اداره هرابرجان معروف به برج علی عزیز خان با قدمت زندیه ـ افشاریه